# EP3 / Aftermaths
Aftermaths es el tercer sencillo del dueto conformado por los músicos Vince Clarke y Martin Gore, VCMG, publicado el 20 de agosto de 2012 por la disquera inglesa Mute Records, de su álbum de larga duración Ssss de ese mismo año.

## Listado de canciones
| EP2 / Single Blip 12" |                                |          |  |
| N.º                   | Título                         | Duración |  |
| 1.                    | «Aftermaths»                   |          |  |
| 2.                    | «Aftermaths» (LFO Remix)       |          |  |
| 3.                    | «Aftermaths» (Alva Noto Remix) |          |  |

| EP2 / Single Blip Descarga digital |                                       |          |  |
| N.º                                | Título                                | Duración |  |
| 1.                                 | «Aftermaths»                          |          |  |
| 2.                                 | «Aftermaths» (Alva Noto Remix)        |          |  |
| 3.                                 | «Aftermaths» (Christoffer Berg remix) |          |  |
| 4.                                 | «Aftermaths» (Gesaffelstein remix)    |          |  |
| 5.                                 | «Aftermaths» (LFO Remix)              |          |  |
| 6.                                 | «Aftermaths» (Vince Clarke Remix)     |          |  |

## Créditos
- Escrito y producido por: Martin L. Gore y Vince Clarke
- Ingenieros de grabación: Sie Medway-Smith, Vince Clarke
- Ilustración: Jan L. Trigg
- Gerencia: Jonathan Kessler, Michael Pagnotta
- Masterizado por: Stefan Betke